# Elise Chabbey
Elise Chabbey (Genebra, 24 de abril de 1993) é uma desportista suíça que compete no ciclismo na modalidade de rota.
Ganhou uma medalha de ouro no Campeonato Mundial de Ciclismo em Estrada de 2022 e uma medalha de prata no Campeonato Europeu de Ciclismo em Estrada de 2020, ambas na prova de contrarrelógio por relevos mistos.

## Medalheiro internacional
| Campeonato Mundial | Campeonato Mundial      | Campeonato Mundial | Campeonato Mundial                |
| Ano                | Lugar                   | Medalha            | Competição                        |
| ------------------ | ----------------------- | ------------------ | --------------------------------- |
| 2022               | Wollongong ( Austrália) | Medalha de ouro    | Contrarrelógio por relevos mistos |
| Campeonato Europeu |                         |                    |                                   |
| Ano                | Lugar                   | Medalha            | Competição                        |
| 2020               | Plouay ( França)        | Medalha de prata   | Contrarrelógio por relevos mistos |

## Palmarés
- 2019
  - 3.ª no Campeonato da Suíça Contrarrelógio 
  - 2.ª no Campeonato da Suíça em Estrada

- 2020
  - 2.ª no Campeonato da Suíça Contrarrelógio 
  - Campeonato da Suíça em Estrada

- 2021
  - 1 etapa da Volta à Suíça
  - 2.ª no Campeonato da Suíça em Estrada